# Ястшембник (Нижньосілезьке воєводство)
Ястшембник (пол. Jastrzębnik) — село в Польщі, у гміні Пельґжимка Злоторийського повіту Нижньосілезького воєводства.
Населення — 137 осіб (2011).
У 1975-1998 роках село належало до Легницького воєводства.

## Демографія
Демографічна структура станом на 31 березня 2011 року:
|          | Загалом | Допрацездатний вік | Працездатний вік | Постпрацездатний вік |
| -------- | ------- | ------------------ | ---------------- | -------------------- |
| Чоловіки | 66      | 24                 | 37               | 5                    |
| Жінки    | 71      | 25                 | 33               | 13                   |
| Разом    | 137     | 49                 | 70               | 18                   |